# 克雷明納戰役
克雷明納戰役是俄羅斯入侵烏克蘭的東烏克蘭攻勢期間，在2022年4月在克雷明納的交戰，並被认为是顿巴斯战役中的第一场战役。

## 背景
克雷明纳是一座拥有1.8萬人口的城市，自俄罗斯入侵乌克兰开始以来一直是战略城市，因为它是在通往克拉馬托爾斯克的道路，距克雷明納只有一小时的车程。

## 战斗
4月18日，俄軍进入克雷明纳，盧甘斯克州州长盖达伊报告巷戰已經开始，而居民亦无法撤离。俄軍從四方八面進攻，利用坦克和其他武器，迅速地包圍了該鎮。战斗持续了一整夜，導致街上到处都是猛烈的炮火。俄軍最後在清晨時段，成功占领了市政厅。當日晚上，盖达伊报告指，當地所剩余的烏克蘭軍隊都已撤离，表示俄軍已完全控制該城。

## 后果
克雷明纳是俄羅斯在4月18日宣布的顿巴斯攻势之中，第一个被奪下的城市。州长报告说有200多名平民丧生，但實際數目可能更多。 乌克兰官员在4月25日的报告指，有一些俄軍軍人在克雷明納市政厅的爆炸中丧生。